# Hammuda Pasha Bey
Hammuda Pasha Bey ( حمودة باشا ), fallecido en 1666, fue el segundo Bey de la dinastía muradita. Reinó desde 1631 hasta su muerte en 1662.

## Reinado
Hijo de Murad I Bey y de una odalisca de origen corso llamada Yasmine, Hammuda se destacó por su fuerza y su generosidad y preocupación por su gente. Durante su reinado, dirigió muchas expediciones contra tribus disidentes en el noroeste y sur del país para mantener el orden y la seguridad.
En 1637, Hammuda orquestó la elección de Usta Murad como Dey, comandante del ejército otomano en Túnez. Usta Murad, un amigo de su padre, era un viejo corsario que, según fuentes europeas, había capturado alrededor de 900 barcos y más de 20,000 prisioneros para ser vendidos como esclavos en el mercado de Túnez.
Obtuvo del subsecuente Dey, Ahmed Khodja Dey, el derecho a una fuerza de casi 600 lacayos reclutados de los sipahis para servir como guardaespaldas; su orden estaba garantizada para el agha de los sipahis. Además, en su reinado, la isla de Djerba, que pertenecía al pasha de Trípoli, fue definitivamente anexada por Túnez, aunque esto fue en gran parte el resultado de los esfuerzos diplomáticos de Yusuf Dey.
En 1647, en el apogeo de su poder, nombró a todos los funcionarios y logró ganar el control de la fuerza de Jenízaros en Túnez. En 1659, el sultán otomano Mehmed IV lo invistió pasha de Túnez. Pero sus actividades piratas molestaron a las potencias europeas y Francia envió un gran escuadrón naval para realizar una demostración de fuerza. Hammuda, deseando evitar el conflicto, firmó un tratado el 25 de diciembre de 1665. En él se especifica que Túnez reconoció la preeminencia del cónsul francés sobre otros embajadores extranjeros y les otorgó el derecho a participar en el comercio en todo Túnez.

## Logros
Hammuda Pasha estableció la paz y el orden en todo el país. Bin Abi Dinar al-Kairaouani dijo de su reinado que los mercaderes podían moverse libremente por todas partes sin armas.
Hammuda, un constructor dedicado, fue responsable de la construcción de muchos zocos de la medina de Túnez, así como de muchos palacios, incluyendo el Dar Hammuda Pasha
y el predecesor del moderno Dar El Bey. En 1655, hizo que los arquitectos otomanos construyeran la Mezquita Hammuda Pacha al estilo turco, con un elegante minarete octogonal, debajo del cual construyó su mausoleo familiar.
Entre sus otros logros se encuentran la construcción de un bimaristán (hospital) en la medina de Túnez y la reconstrucción, con adornos, del mausoleo de Sidi Sahab (mezquita de Barbier) en Kairouan. En 1643 compró el antiguo palacio de placer de los Hafsidas en Le Bardo del diván de la guarnición turca en Túnez. Compuesto inicialmente por tres pabellones, que había restaurado, que agrandó añadiendo huertos, un baño turco, una cafetería, zocos y una funduq para los visitantes. Su hijo Murad II hizo de esta su residencia principal, habitando allí casi permanentemente.